# A Crow Left of the Murder...
A Crow Left of the Murder… (в переводе с англ. — «Ворон покинул стаю», от a murder of crows — «стая ворон») — пятый студийный альбом американской рок-группы Incubus, выпущенный 3 февраля 2004 года на лейблах Epic Records и Immortal Records. Это первый студийный альбом, в записи которого принял участие новый бас-гитарист группы Бен Кенни; Бен заменил ранее ушедшего из группы Алекса Катунича.

## Предыстория

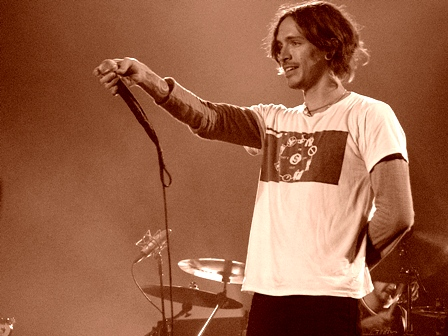
Брэндон Бойд в 2004 году.

Группа приступила к записи нового альбома 6 января 2003 года. В следующем месяце, 7 февраля, участники группы решили пересмотреть контракт со своим лейблом. Группа, которая в течение 7 лет были подписаны на Epic/Immortal, привела тот факт, что закон штата ограничивает количество времени, которое исполнитель может быть связан с компанией. Группа подписала контракт с лейблом 7 лет назад, и, в качестве переговоров, использовала калифорнийский «семилетний закон». После выпуска трёх успешных альбомов, группа получила плохую компенсацию по сравнению с доходами, которые они создали для музыкальной компании Sony BMG. В итоге Incubus подали иск против своего лейбла чтобы покинуть его, в ответ на это Sony BMG также написала иск против группы. Третьего апреля спустя нескольких недель вертящихся слухов об уходе Алекса Катунича из группы, группа сделала официальное заявление по этому поводу. Решение было принято среди членов Incubus на личном собрании в конце тура в поддержку альбома Morning View, чтобы обсудить его дальнейшее участие в группе. Участники группы сообщили, что такой раскол стал необходим в виду «непримиримых творческих разногласий». Почти сразу после анонса нового бас-гитариста, дело 2003 года группы против Sony BMG было урегулировано. Обе стороны договорились о новом контракте, который разрешает запись трёх альбомов на Epic/Immortal, но с условием на запись ещё одного альбома; стоимость первого альбома 8 миллионов долларов, в качестве аванса ещё плюс 2,5 миллиона.

## Запись
К декабрю новый альбом, записанный в студии Southern Tracks Recording в городе Атланте, штат Джорджия, был записан в живую, в отличие от записи каждого инструмента в разное время, был спродюсирован Бренданом О’Брайеном (известный по своей работе с такими группами, как Pearl Jam, Soundgarden, Rage Against the Machine, Stone Temple Pilots) и был запланирован к выпуску. Новый альбом под названием A Crow Left of the Murder… должен был представлять из себя CD-диск с расширениями, а также закулисными видео. На данных видеоролика гитарист Майк Айнцигер и вокалист Брэндон Бойд обсуждают свои новые песни. Майк описал их следующим образом: 

Старое дерьмо, только ещё старше. Это нечто другое. Энергичное и быстрое, и большинство из них более техничны. Я думаю, что, возможно, в духе более старых песен с учётом, что они не звучат как НАШИ старые песни. Они более изыскательны.Оригинальный текст (англ.)Like the old shit, but older. It's very different. It's very energetic and fast, and a lot of it is more technical. I guess maybe in the vein of more of our older songs; they don't sound like our older songs. They are more exploratory. 

## Музыка

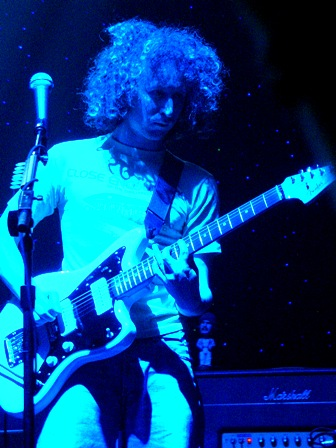
Майк Айнзигер в 2004 году.

Музыка A Crow Left of the Murder… включает в себя такие жанры, как арт-рок, альтернативный метал, джаз, поп и прогрессивный рок. Гитарная работа гитариста Майка Айнзигера занимает особое внимание в альбоме, чем вокал Брэндона Бойда, в отличие от предыдущих альбомов.
Это последний альбом, который был классифицирован СМИ как «альтернативный метал»; последующие альбомы демонстрировали уход от прошлого звучания.

## Выпуск

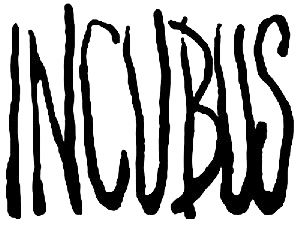
Новый логотип группы.

Альбом дебютировал под номером два в американском чарте Billboard 200, за первую неделю было продано около 332 тысяч копий релиза. С тех пор было продано 1,9 миллионов экземпляров, а RIAA наградила альбом платиновым сертификатом.
Было выпущено два сингла из альбома: «Megalomaniac» и «Talk Shows on Mute» (23 декабря 2003 года и 25 мая 2004 года соответственно). Видеоклип на песню «Megalomaniac» вызвал дискуссию, так как в нём было показано нападение на администрацию Буша, вследствие чего его долго запрещали к показу на MTV в дневное время (несмотря на то, что группа заявила, что это не нападение на конкретного человека, а скорее комментарий о негативных взглядах некоторых людей). Тем не менее, группа была действительно довольна данным ограничением просмотра клипа ночью. Позже Брэндон прокомментировал это так: 

Когда мы услышали, что наше видео было отодвинуто на позднюю ночную ротацию, я думаю, что мы все тогда подумали об одном и том же — «О, да!»Оригинальный текст (англ.)When we heard our video had been relegated to late night rotation, I think that all of us were secretly like, ‘Yes!’ 
Барабанщик Хосе Пасиллас размышляя над сказанным Брэндона, сказал: 

Я считаю, что это нормально, если люди решили, что мы пытаемся сделать анти-политическое заявление. Что бы не извлекалось из нашей музыки, это вызывает какие-то мысли; я имею в виду, что наша задача — заставить людей задуматься.Оригинальный текст (англ.)I think it's okay if people think that we're trying to make a political statement. Whatever anyone conjures up or takes from our music is good; I mean, our point is to get people thinking. 
Песни «Agoraphobia» и «Sick Sad Little World» были выпущены исключительно только в виде радио-сингла. В ранних изданиях альбома, песня «Smile Lines» была подписана как «Suite Lines» на задней стороне обложки. В японской версии издания в альбом был включён бонус-трек «Monuments and Melodies», эта же композиция вошла в треклист бонус-диска к DVD Alive at Red Rocks группы.

## Список композиций
Автор всех песен Incubus.
| №                   | Название                    | Длительность |
| ------------------- | --------------------------- | ------------ |
| 1.                  | «Megalomaniac»              | 4:54         |
| 2.                  | «A Crow Left of the Murder» | 3:30         |
| 3.                  | «Agoraphobia»               | 3:52         |
| 4.                  | «Talk Shows on Mute»        | 3:49         |
| 5.                  | «Beware! Criminal»          | 3:48         |
| 6.                  | «Sick Sad Little World»     | 6:23         |
| 7.                  | «Pistola»                   | 4:23         |
| 8.                  | «Southern Girl»             | 3:41         |
| 9.                  | «Priceless»                 | 4:07         |
| 10.                 | «Zee Deveel»                | 3:52         |
| 11.                 | «Made for TV Movie»         | 3:38         |
| 12.                 | «Smile Lines»               | 3:59         |
| 13.                 | «Here in My Room»           | 4:20         |
| 14.                 | «Leech»                     | 4:19         |
| Общая длительность: | Общая длительность:         | 58:35        |

| №   | Название                 | Длительность |
| --- | ------------------------ | ------------ |
| 15. | «Monuments and Melodies» | 5:05         |

| №  | Название                                                        | Длительность |
| -- | --------------------------------------------------------------- | ------------ |
| 1. | «Pantomime» (Позже был издан в мини-альбоме Alive at Red Rocks) | 3:54         |

При покупке альбома на розничных рынках (таких как Best-Buy) включал дополнительный CD-диск с мини-альбомом.
| №  | Название                                                                     | Длительность |
| -- | ---------------------------------------------------------------------------- | ------------ |
| 1. | «Pardon Me» (Live in Osaka, Japan)                                           | 4:58         |
| 2. | «Pantomime» (Live at Merdeka Stadium, Lumpur, Malaysia)                      | 5:17         |
| 3. | «Talk Shows on Mute» (Live at Entertainment Center, Sydney, Australia)       | 3:50         |
| 4. | «A Certain Shade of Green» (Live at Entertainment Center, Sydney, Australia) | 3:32         |

Дополнительный DVD
1. «Lollapalooza» — 9:13
  - Включает краткое интервью, в котором обсуждается концертный тур Lollapalooza, затем исполнение песни «Megalomaniac» и «Pistola».
2. «Bridge Benefit» — 8:41
  - Включает краткое интервью, в котором обсуждается концерт Bridge School Benefit, а также исполнение песен «A Crow Left of the Murder» и «Talk Shows on Mute» в акустической версии.
3. While We Were Out — 7:35
  - Документальный фильм, в котором рассказывается о создании альбома, некоторые видеоматериалы, записи и прочее. Также в этом фильме был впервые представлен зрителям новый бас-гитарист группы Бен Кенни.
4. Brandon’s Injury — 1:06
  - Небольшой видеоролик, который повествует о том, как Брэндон Бойд повредил лодыжку.
5. Short Film — 6:31
  - Данное видео не указано на упаковке. Также он включает в себя короткометражный фильм Брэндена Херна с участием Майка Айнзигера.

Было выпущено два издания данного DVD: в формате SACD и DualDisc.

## Участники записи
| Incubus - Брэндон Бойд — вокал, ритм-гитара, арт-директор (как «Brandy Flower») - Майк Айнзигер — соло-гитара, аудиоинженер - Бен Кенни — бас-гитара - Крис Килмор — тёрнтейбл - Хосе Пасиллас — барабаны | Производственный персонал - Брендан О’Брайен — продюсер, микширование - Каз Уцуномия — A&R - Сет Элли — ассистент - Билли Бауэрс — аудиоинженер - Ник Дидиа — аудиоинженер - Карл Эгсикер — аудиоинженер - Адам Гельфонд — ассистент - Пьеро Джирамонти — менеджер по продукту - Боб Людвиг — мастеринг - Rankin — фотограф |

## Чарты
| Год  | Чарт               | Продажа за первую неделю | Позиция |
| ---- | ------------------ | ------------------------ | ------- |
| 2004 | Billboard Top 200  | 332,000                  | 2       |
| 2004 | UK Official Charts | 298,000                  | 6       |

| Год  | Сингл                | Чарт                   | Позиция |
| ---- | -------------------- | ---------------------- | ------- |
| 2004 | «Megalomaniac»       | Modern Rock Tracks     | 1       |
| 2004 | «Megalomaniac»       | Mainstream Rock Tracks | 2       |
| 2004 | «Megalomaniac»       | The Billboard Hot 100  | 55      |
| 2004 | «Talk Shows on Mute» | Modern Rock Tracks     | 3       |
| 2004 | «Talk Shows on Mute» | Mainstream Rock Tracks | 18      |